# Jamila Wideman
Jamila Ann Wideman (Laramie, 16 ottobre 1975) è un'ex cestista e attivista statunitense, professionista nella WNBA.
È la figlia di John Edgar Wideman.

## Carriera
È stata selezionata dalle Los Angeles Sparks al primo giro del Draft WNBA 1997 (3ª scelta assoluta).